# Chris Crawford (baloncestista de 1992)
Chris Crawford (Memphis, Tennessee, 30 de septiembre de 1992) es un baloncestista estadounidense, que pertenece al Beirut Club de la West Asia Super League. Con 1,93 metros de estatura, juega en la posición de escolta.

## Trayectoria deportiva

### Universidad
Jugó cuatro temporadas con los Tigers de la Universidad de Memphis, en las que promedió 8,7 puntos, 3,5 rebotes y 3,3 asistencias por partido. En su última temporada fue elegido mejor sexto hombre de la Conference USA e incluido en el tercer mejor quinteto de la conferencia.

### Profesional
Tras no ser elegido en el Draft de la NBA de 2014, jugó las Ligas de Verano con los Houston Rockets, para posteriormente en septiembre firmar con Cleveland Cavaliers, con los que disputó la pretemporada, siendo finalmente descartado.
El 2 de noviembre fue adquirido por los Canton Charge de la NBA Development League como afiliado de los Cavs. Allí disputó una temporada en la que promedió 11,9 puntos, 5,1 rebotes y 4,5 asistencias por partido.
El 28 de junio de 2015 fichó por el equipo francés del Rouen Métropole Basket, pero fue despedido a primeros de enero tras disputar 14 partidos, tras promediar 5,5 puntos y 2,2 rebotes.
El 24 de febrero regresó a los Charge, donde acabó la temporada promediando 5,8 puntos y 3,9 asistencias por partido.
El 23 de septiembre de 2016 firmó contrato con los Memphis Grizzlies para disputar la pretemporada, pero fue despedido antes del comienzo de la temporada, el 20 de octubre.
El 1 de noviembre fichó de nuevo por los Canton Charge, pero fue despedido diez días más tarde.
Tras jugar en el equipo mexicano de los Caballeros de Culiacán, en agosto de 2017 fichó por el Beirut Club de Líbano.
Se marchó a Túnez donde no pudo jugar con Monastir, debido a la pandemia de COVID-19, pero firmó con Club Africain también tunecino. El 21 de marzo de 2021, firma con Ezzahra Sports. Tras eso, firma finalmente con US Monastir de la BAL.